# Quint Atri
Quint Atri (en llatí Quinctus Atrius) va ser el comandant de la marina romana durant la segona campanya de Britànnia. de Juli Cèsar l'any 54 aC.
Després del desembarcament rebé deu cohorts i tres-cents genets per protegir la flota mentre el Cèsar mateix anava a combatre a l'interior del país de Britànnia.